# Turecko na Letních olympijských hrách 1964
Turecko se účastnilo Letní olympiády 1964 v japonském Tokiu. Zastupovalo ho 23 mužů ve 4 sportech.

## Medailisté
| Medaile | Jméno         | Sport | Soutěž                     |
| ------- | ------------- | ----- | -------------------------- |
| Zlato   | Kazım Ayvaz   | Zápas | muži řecko-římský do 70 kg |
| Zlato   | İsmail Ogan   | Zápas | muži volný styl do 78 kg   |
| Stříbro | Hüseyin Akbas | Zápas | muži volný styl do 57 kg   |
| Stříbro | Hasan Güngör  | Zápas | muži volný styl do 87 kg   |
| Stříbro | Ahmet Ayık    | Zápas | muži volný styl do 97 kg   |
| Bronz   | Hamit Kaplan  | Zápas | muži volný styl nad 97 kg  |